# Øen (tv-serie)
 For alternative betydninger, se Øen. (Se også artikler, som begynder med Øen)
Øen er en fiktiv ungdoms-tv-serie. hele serien er starte i 2007 og er to sæsoner lang.  
der handler om nogle unge, som alle har været på kant med loven. De sendes derefter ud på en øde ø, hvor de bliver udsat for nogle prøver. 